# Chiesa del Nome di Maria (Savona)
La chiesa del Nome di Maria, meglio conosciuta come chiesa dei due leoni, è un edificio religioso ubicato su una collina in località Rocca di Legino, nel comune di Savona.

## Caratteristiche
La chiesetta ha navata unica con piccolo campanile a vela. In facciata presenta un pronao sorretto da due colonne poggianti su leoni di arenaria (da cui la denominazione di chiesa dei due leoni). L'interno è scandito da una colorazione a fasce bicolore bianche e nere in tipico stile ligure.